# Rijad
Rijad (arapski: الرياض, ar-Riyāḍ) glavni je i najveći grad Saudijske Arabije. Također je glavni grad provincije Al Rijad. Geografski je smješten u centralnom dijelu Arapskog poluotoka, u povijesnoj regiji Nejd. Rijad ima oko 5.000.000 stanovnika (oko 20% populacije cijele države).

## Povijest grada
U vremenima prije islama naseobina na mjestu današnjeg grada zvala se Hajr (arapski: حجر) i prema zapisima osnovalo ju je pleme Banu Hanifa. Hajr je bio sjedište provincije Al-Jamamah čiji su upravitelji kontrolirali veći dio centralne i istočne Arabije za vrijeme vladavine Umajada i Abasida. Provincija Al-Yamama se odvojila od Abasidskog carstva 866. i pala pod vlast Banu Ukhaidira, koji je preselio prijestolnicu iz Hajra u obližnji Al-Karj. Nakon toga je grad Hajr dugo propadao. U 14. stoljeću sjevernoafrički putopisac Ibn Batuta opisuje Hajr kao sjedište Al-Jamama. Također piše o tome da je to grad kanala i drveća, a većina stanovnika pripada plemenu Bani Hanifa.
Nešto kasnije se Hajr podijelio u nekoliko manjih naseobina. Najpoznatije su bile Migrin i Mikal, a samo ime Hajr se spominjalo samo u lokalnim narodnim pesmama. Najranije označavanje ovog područja kao Al Rijad bilo je u 17. stoljeću.
Godine 1737. pobunjenik iz susjedne Manhufe, Deham Ibn Davas, preuzeo je Rijad. Ibn Davas je izgradio zid, koji je okruživao različita predgrađa Rijada objedinjujući tako sve u jedan grad. Godine 1744. Muhamed Ibn Abdel Vahab (muslimanski teolog, osnivač vehabizma) ujedinio je snage s Muhamedom Ibn Saudom, vladarom obližnjeg Al-Dirija. Cilj im je bio osvojiti grad s okolnim područjem i uključiti ga u jedinstvenu muslimansku državu. Ibn Davas je vodio ogromnu borbu za grad, no nakon 27 godina borbe Davas je prebjegao i grad je 1773. pao u ruke Saudijaca.
Prva je Saudijska država pala pod naletom Muhamad Alija od Egipta, koji je djelovao za interese Otomanskog Carstva. Egipatske su snage podigle novu prijestolnicu Al-Dirija 1818. godine. Kad je Turčin Ibn Abdalah obnovio državu 1823. godine, izabrao je obližnji Rijad za prijestolnicu.
Međusobne borbe turskih prijestolonasljednika dovele su 1891.do osnivanja Druge Saudijske države, kojom je vladao klan Al Rashid, koji je vladao Ha'ilom, sjevernim dijelom grada. Rijad je u potpunosti pao pod vlast Al Rashida 1865. Utvrda Al-Masmak potječe iz tog razdoblja.
Grad je ponovno osvojen od strane kralja Abdulazija Ibn Sauda. On je osnovao modernu Saudijsku Kraljevinu 1932. godine, s Rijadom kao glavnim gradom.

## Podjela grada
Rijad je podijeljen u 15 sektora, uz Diplomatsku četvrt i ruševine starog, prijašnjeg glavnog grada Dirijaha na sjeverozapadnoj periferiji.
Četvrt Olaja je komercijalno-trgovačko središte grada, gdje se nalazi većina smještajnih kapaciteta, zabavni parkovi, restorani i trgovački centri. Kraljevska četvrt, Al Faisalyah i ulica Al-Tahlya su najposjećenija i naprepoznatljivija mjesta grada. U diplomatskoj četvrti ili DQ-u (prema engleskom Diplomatic Quarter) smještene su sva veleposlanstva drugih država u gradu, te međunarodne organizacije, uz brojne rezidencijalne ustanove i trgovačke centre. S brojnim parkovima i nebrojenim sportskim i rekreacijskim centrima to je ujedno najzelenije područje u gradu. Također je poznato po visokosofisticiranoj arhitekturi koja je postala model izgradnje u ostalim islamskim gradovima diljem svijeta. Unatoč imenu, diplomatska četvrt nema posebne privilegije. Svi zakoni Saudijske Arabije se moraju poštovati i česte su ophodnje Mutaweena, saudijske vjerske policije koja provjerava radi li itko za vrijeme molitve.
Središte grada čine Al-Bathaa i Al-Dirah, koji su ujedno i najstariji dijelovi grada. U samom središtu leži utvrda Al Masmak, koja je najveća turistička atrakcija. Na zapadu je smješten Muzej povijesti i arheologije grada Rijada i Muabbina palača – rezidencija prvog saudijskog kralja, Ibn Sauda, koja je sada muzej. Qasr Al-Hukm ili Palača pravde nalazi se u blizini. Na tom mjestu upravitelj provincije Rijad susreće stanovnike grada, sluša njihove pritužbe i probleme i obuhvaća sve aspekte života regije. U području Al-Dire se također nalaze trgovine i zgrade sagrađene u starinskom stilu, kao što je Al-Mu'eiqilijeva tržnica.

## Veleposlanstva
U Rijadu je smješteno 50 veleposlanstava, od kojih 22 pripadaju državama Arapske lige (muslimanske države Bliskog istoka i sjeverne Afrike, koje su se udružile kako bi ojačale jedinstvo muslimanskih zemalja u regiji). Uz te zemlje veleposlanstva imaju i Austrija, Australija, Bangladeš, Bosna i Hercegovina, Češka, Danska, Filipini, Francuska, Grčka, Indija, Indonezija, Iran, Irska, Italija, Japan, Južna Koreja, Kanada, Kazahstan, Kina, Malezija, Niger, Nigerija, Nizozemska, Njemačka, Norveška, Pakistan, Poljska, Portugal, Rusija, SAD, Singapur, Španjolska, Švedska, Turska i Velika Britanija.

## Karakteristične lokacije

### Burj Al Mamlakah
Zgrada s visinom od 302 m (u prijevodu Kraljevski toranj) najviši je neboder u Saudijskoj Arabiji i 37. najveća zgrada u svijetu. Toranj se prostire na 94.230 kvadratnih metara, dok mu dvorište zauzima površinu od 30 hektara. Toranj je ujedno i mjesto najviše muslimanske bogomolje. Burj Al Mamlakah je u vlasništvu Al-Waleed bin Talala, princa saudijske obitelji.

### Burj Al Faisaliyah
Također postoji i trgovački centar sa svim svjetskim robnim markama. Al Faisaliyah Center je prvi neboder izgrađen u Saudijskoj Arabiji i druga najveća zgrada u gradu. Zlatni luk koji se nalazi na vrhu zgrade bio je inspiriran kemijskom olovkom i u njemu se nalazi restoran, točno ispod vidikovca.

### Burj Al Anoud
Burj Al Anoud (visok 145 m) najveća je zgrada na cesti kralja Fahda. Postoje planovi da se izgrade neboderi istog izgleda duž cijele ulice. Neboder je u vlaništvu princeze Al-Anoud, a vode ga saudijske tvrtke.

### Riyadh TV Tower
Rijadski TV toranj (visok 170 m) ima opservacijsku postaju i izgrađen je između 1978. i 1981.

### Ministarstvo unutarnjih poslova
Zgrada ministarstva smatra se jednom od najljepših građevina Rijada zbog jedinstvenog dizajna.

## Populacija
Grad je doživio veliki populacijski porast; od 1960. s 150.000 stanovnika narastao je na broj od 5.000.000 stanovnika 2007. (računajući predgrađe).

#### Rast populacije grada Rijada u razdoblju 1862. – 2008.
| Godina | Broj stanovnika |
| ------ | --------------- |
| 1862.  | 7.500           |
| 1935.  | 30.000          |
| 1960.  | 150.000         |
| 1970.  | 370.000         |
| 1972.  | 500.000         |
| 1974.  | 650.000         |
| 1988.  | 1.500.000       |
| 1990.  | 2.000.000       |
| 1997.  | 2.800.000       |
| 2008.  | 5.100.000       |

## Ekonomija
Nekad mali, ozidani grad, Rijad se tijekom godina pretvorio u vrlo razvijenu i dinamičnu metropolu. Uz urbane dijelove Darana, Damama i Kobra Rijad se razvio u sjecište puteva i trgovine.
Zbog toga što se u njemu nalazi centralna vlast države, također je postao i komercijalno središte. Mnoge obrazovne, financijske, poljoprivredne, kulturne, tehnološke i društvene organizacije imaju sjedište u Rijadu. Arhitektura je pretežito moderna, uključujući visoke nebodere, ali je Al-Dira, središte grada, preuređeno u stilu sličnom predindustrijskom razdoblju 20. stoljeća.
Od početka eksploatacije nafte, u Saudijskoj Arabiji se potiče rast privatnog sektora tako što se privatiziraju industrije poput energetike i telekomunikacija. Saudijska Arabija najavila je privatizaciju tvrtki za proizvodnju energije. Mnogo tih privatnih tvrtki je smješteno u samome Rijadu, pa tako i Nacionalna banka Saudijske Arabije. Zbog toga se Rijad smatra najvećim poslovnim centrom Bliskog istoka.
Međunarodni aerodrom kralja Kalida ima ogroman utjecaj na razvoj Rijada s godišnjim prometom milijuna ljudi i dobara.

## Industrijska regija
Područje razvijene industrije smješteno je na istoku i sjeveroistoku grada, uključujući neke od najvećih tvornica povezanih s eksploatacijom (vađenjem, prerađivanjem i smještanjem) nafte, tvornica visoke i niske tehnologije, te poljoprivrede (uzgoj povrća i voća). Aramko je veliko područje na rubu grada koje uključuje rafinerije. Električna energija i voda se dopremaju iz drugih gradova. Pošto je Rijad u arapskoj pustinji, vodu dobiva iz 467 km duge cijevi koja ga povezuje s centrom za desolinizaciju morske vode u Perzijskom zaljevu.

## Demografska slika
Kao glavni grad Saudijske Arabije, Rijad je mjesto zaposlenja milijuna stanovnika iz okolnih gradova, pa tako i iz susjednih zemalja. U Rijadu 66% stanovnika čine Saudijci, a 34% stranci iz Afrike, središnje i jugoistočne Azije, Europe i Bliskog istoka, koji većinom nisu naseljeni zbog dobrog zaposlenja već rade kao slabo plaćeni građevinski radnici ili pomoćnici. Bijelci, pogotovo Britanci, mnogo su bolje plaćeni od ostatka useljenika.

## Ekološka slika i život ljudi
Rijad je smješten u središnjem dijelu pustinje Dahna. Time je veoma udaljen od bilo kakvih izvora vode, koju crpi s obale Crvenog mora, s udaljenosti veće od 700 km. Rijad se pokazao kao moderan grad koji prihvaća ekološke probleme i koji traži alternativna rješenja za proizvodnju električne energije. No zbog toga što se to kosi s činjenicom da su jedni od najvećih izvoznika nafte, alternativna je proizvodnja i dalje mala.
Najveći gradski problem predstavlja kanalizacija koju nemaju gdje odvoditi, stoga velika većina odlazi u pustinju. Drugi problem su visoke zgrade, koji nisu građene na povoljnom terenu zbog rasjeda u zemlji koji se povećavaju izgradnjom sve većih i težih nebodera (svaki od tih nebodera teži više desetaka tisuća tona).
Problem predstavlja i sve veća napučenost grada bogatim ljudima koji si mogu priuštiti skupe automobile, koji imaju veliku potrošnju goriva. Smog pomiješan s pješčanom olujom dovodi do nesnosnih uvjeta za življenje. U problem ispuštanja opasnih tvari u atmosferu je i ispuštanje freona iz klima-uređaja kojih ima mnogo zbog visokih temperatura ljeti i zimi. Kroz klima-uređaje nebodera visine iznad 100 m godišnje proteče vode dovoljno da se napuni desetak olimpijskih bazena.
Velike rafinerije u blizini grada također ne pospješuju život stanovnika. Ekološki sustav u blizni grada je narušen i istrijebljena je većina postojećeg života u pustinjama, jer je sva voda na širem gradskom području preusmjerena u grad.
Kralj je počeo poticati ekološki turizam, što uvelike pospješuje život i osviještenost ljudi o problemima zagađenja.
Rijadu većina zgrada nije starija od 50 godina, no to stanovnicima predstavlja veći problem zbog jednoličnosti i jednostavnosti iskorištenog prostora. Sličan je slučaj s drugim modernim gradovima kao što je Brasília. Kao i susjedni Dubai, Rijad je jedno od najvećih svjetskih gradilišta.

## Klima
Temperatura zraka je ljeti visoka i može doseći 45 °C. Prosječna temperatura kasnog lipnja iznosi 34°C. Zime su blage s hladnim večerima. Iako je je grad smješten u područjima gdje nema tekuće vode, znaju se pojaviti rijetke kiše, a zimi zna padati i tuča.
| Najviša rekordna temp. (°C)  | 36  | 38 | 42 | 47 | 51 | 54 | 57 | 54 | 52 | 45 | 41 | 37  |
| Najviša prosječna temp. (°C) | 26  | 28 | 34 | 42 | 44 | 47 | 52 | 46 | 42 | 38 | 33 | 27  |
| Najniža rekordna temp. (°C)  | 6   | 7  | 9  | 11 | 16 | 21 | 23 | 22 | 20 | 13 | 10 | 7   |
| Najniža prosječna temp. (°C) | -19 | -8 | -3 | -1 | 2  | 5  | 6  | 9  | 4  | 1  | -4 | -12 |
| Padaline (mm)                | 11  | 19 | 3  | 0  | 0  | 0  | 0  | 0  | 0  | 0  | 0  | 4   |

## Zanimljivosti
Glavninu prihoda zemlji donosi nafta – čak oko 75%. Zemlja je bogata raznim rudama (bakar, zlato, željezo...), ali većinu industrije Rijad i dalje temelje na nafti.
Imućniji Saudijci si mogu priuštiti da na poslu, gdje su oni prijavljeni, često zaposle strane državljane koji obavljaju njihov posao (najčešće su u pitanju Kinezi, Pakistanci ili Indijci), dok se oni sami za to vrijeme bave burzovnim izvješćima ili vožnjom po gradu.
Svake godine se izabire najljepša koza, a pobjednik nosi vrlo veliku novčanu nagradu.
Iako su Saudijci na vrlo visokom stupnju društvene razvijenosti, na glavnom trgu pored džamije se svakog petka nakon molitve kažnjava prijestupnike, što uključuje odrubljivanje glave i rezanje ruke za manje prekršaje.
Klasna podjela je jasna – prvi su Arapi, onda bijelci, a onda ostali. Čak i u službenoj Ericssonovoj knjižici za nove zaposlenike u Saudijskoj Arabiji piše ako vaš auto Arap udari odostraga, vi ste svejedno krivi. No ako vi isto tako udarite Pakistanca, Filipinca i sl., on je kriv. Alkohola nema (zabranjen je), nema droge (smrtna kazna za posjedovanje), nema klubova te se zabava svodi na kupovinu.
Osim što je turizam vrlo slabo razvijen, jer se, osim gore navedenih znamenitosti, nema mnogo toga za vidjeti, a uz to nije svugdje dopušten prilaz, ulazak u zemlju je otežan. Naime, za dobivanje vize treba imati pozivno pismo od tvrtke ili pak navesti da se ide na Hadž ili Umru, što u praksi znači da posjetitelj treba biti musliman. Također, žena može ući u zemlju jedino ako je udata (a i onda mora ići s mužem ili s roditeljima). Turizmu ne pogoduje ni koncept od šest molitvi dnevno – za vrijeme kojih se ništa ne smije raditi, a sve se trgovine zatvaraju.
Ženama je zabranjen rad, tako da je nezaposlenost enormna, ali se počinju otvarati fakulteti za žene.

## Vanjske poveznice
- Službena stranica  Arhivirana inačica izvorne stranice od 27. siječnja 2009. (Wayback Machine) (engl.) (arap.)
- Stranica Rijadske kneževine  Arhivirana inačica izvorne stranice od 28. veljače 2009. (Wayback Machine) (engl.) (arap.)
- Splendid Arabia - vodič kroz Saudijsku Arabiju  Arhivirana inačica izvorne stranice od 5. ožujka 2009. (Wayback Machine) (engl.)